# Borno
Borno (lombardul: Bùren) település Olaszországban, Lombardia régióban, Brescia megyében. Lakosainak száma 2423 fő (2023. január 1.). Borno Angolo Terme, Ossimo, Piancogno, Schilpario és Azzone községekkel határos.

## Népesség
A település népessége az elmúlt években az alábbi módon változott:
| Lakosok száma | 2606 | 2662 | 2423 |
|               | 2017 | 2018 | 2023 |